# Centaurea laureotica
Centaurea laureotica — вид квіткових рослин айстрових (Asteraceae). Ендемік пд.-сх. Греції.

## Середовище
Населяє кам'янисті луки.

## Морфологічна характеристика
Це напівкущик 20–35 см заввишки, рідко-сіро павутинчастий, шершавий. Листки прикореневі черешкові, верхні сидячі, перисто-розсічені, сегменти довгасті й майже цільні. Квіткові голови поодинокі, яйцюваті. Квітки блідо-жовті. Період цвітіння: пізня весна, літо.